# Charles Victor Naudin
Charles Victor Naudin (Autun, 14 de agosto de 1815 - Antibes, 19 de marzo de 1899) fue un botánico francés.
Se diploma en París, en Biología, e ingresa al Museo Nacional de Historia Natural de Francia como responsable del Jardín botánico público.
Después de abandonar la "Academia de las Ciencias Francesa", se recluye en los Pirineos y luego en Antibes, donde asumirá la dirección del Jardín botánico, que a su tiempo, Thuret había donado al Estado francés.
Fue de los primeros estudiosos al sostener acerca de la inestabilidad de los híbridos por lo que es considerado un precursor de los estudios de Mendel.

## Algunas publicaciones
- 1861. Serres et Orangeries de plein air, aperçu de la culture géothermique. 38 pp.

- antoine Jacques, elie abel Carrière, françois Hérincq, pierre etienne simon Duchartre, charles Naudin. 1847. Manuel général des plantes arbres et arbustes: comprenant leur origine, description, culture, leur application aux jardins d'agrément, à l'agriculture, aux forêts, aux usages domestiques, aux arts et à l'industrie, et classés selon la méthode de Decandolle. Ed. Librairie agricole de la Maison rustique, 3246 pp.

- 1842. Études sur la végétation des solanées, la disposition de leurs feuilles et leurs inflorescences: Thèse. 16 pp.

- Mémoire sur les hybrides du Règne végétal

- Manuel de l'acclimateur 565 pp.

## Honores

### Eponimia
- (Asteraceae) Erigeron naudinii (Bonnet) Humbert [1]

- (Melastomataceae) Acinodendron naudinii Kuntze[2]

- (Myrtaceae) Eucalyptus naudiniana F.Muell.[3]
- La abreviatura «Naudin» se emplea para indicar a Charles Victor Naudin como autoridad en la descripción y clasificación científica de los vegetales.[4]